# SK S150
SK S150（在韓國稱為：W 윈）是韓國電信業者鮮京電信於2012年所推出的自有品牌智慧型手機，其與三星、LG一樣同屬於韓系手機，在韓國由知名韓國藝人─趙寅成所代言。在臺灣是由威寶電信代理販售，其主要特色是有ECO環保功能鍵以直接切換為省電模式。

## 規格[2]
- 螢幕：4" TFT-LCD 800x480
- 處理器：Quallcomm Snapdragon 1.2Ghz
- 相機：500萬畫素
- 重量：120g
- 厚度：1.13cm
- 産地：